# Almedalsdådet
Almedalsdådet, även känt som Almedalsmordet, var ett mord och planerat terrorbrott som ägde rum den 6 juli 2022 i Visby på Gotland under den pågående Almedalsveckan där överläkaren Ing-Marie Wieselgren knivhöggs till döds på Donners plats. Flera andra potentiella måltavlor fanns, bland annat Centerpartiets dåvarande partiledare Annie Lööf. Gärningsman var Theodor Engström som den 6 december samma år dömdes till rättspsykiatrisk vård för mord och förberedelse till terroristbrott av Gotlands tingsrätt.

## Händelseförlopp
Dagen för dådet, onsdagen den 6 juli 2022, åt Theodor Engström en enklare lunch strax norr om Visby. Därefter begav han sig via strandpromenaden mot de centrala delarna av staden. Med sig hade han en ryggsäck innehållande bland annat en kniv, ett par burkar energidryck, LSD, skavsårsplåster och sitt pass. Engström såg Ing-Marie Wieselgren första gången vid hamnen hållandes ett möte. Han hade kollat upp hennes schema och väntade tills mötet var över. Därefter följde Engström efter Wieselgren till platsen för hennes nästa seminarium. Klockan 13:50 på Donners plats, utanför terrassen tillhörande Donners Hotell, skyndade han sig fram förbi henne och tilltalade henne med hennes namn. När Wieselgren svarade jakande högg Engström henne i bröstet, ansiktet och sidan med en kniv.
Tumult bröt ut på torget som var fyllt med Almedalsbesökare och Engström flydde omedelbart från platsen. På väg upp för Volters gränd blev han nertacklad av den förbipasserande Lars Reuterberg. Reuterberg hörde hur vittnen skrek ”stoppa honom” och trodde att Engström stulit en väska och knuffade honom mot en husvägg, varefter Engström blev liggande på marken. Tre personer hjälpte sedan till i att stoppa honom från att fly. Ett par minuter senare kom polis som kunde gripa Engström. Han fördes till Visbys polisstation och erkände dådet vid första förhöret några timmar senare.
Wieselgren fick omedelbart hjärt-lungräddning av vittnen och senare polis. Hon fördes därefter med ambulans till Visby lasarett, men hennes liv gick inte att rädda och hon avled senare på kvällen.

## Reaktioner

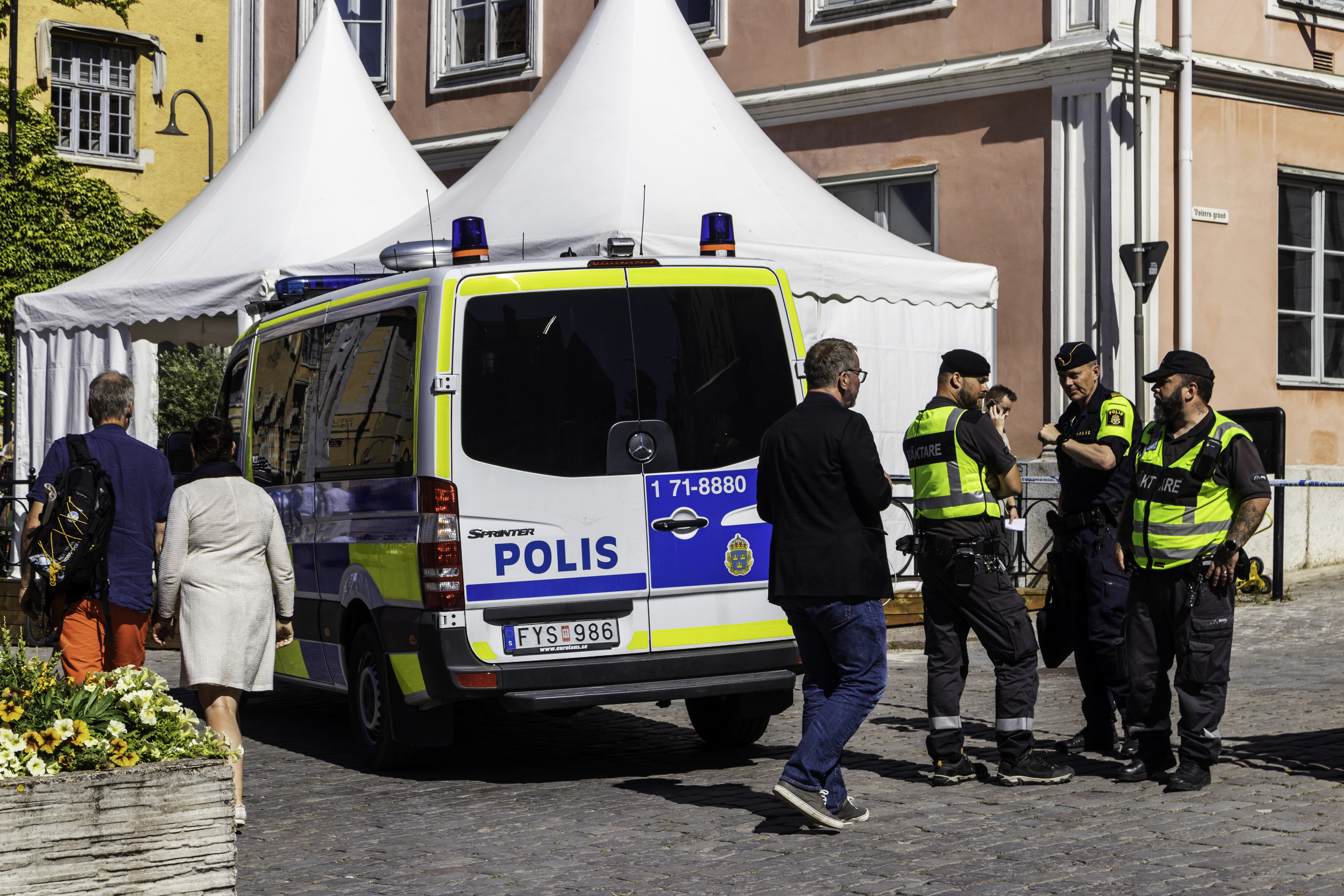
Polis och väktare utanför avspärrningen.

Till följd av mordet spärrades Volters gränd av och ökad polisnärvaro i Visby syntes. Flera planerade evenemang med anledning av Almedalsveckan ställdes in. Statsminister Magdalena Andersson — som varit i Visby två dagar tidigare — fördömde attacken och uttryckte sina kondoleanser till Wieselgren och hennes anhöriga.
När Engström i augusti erkände att han även planerat att mörda Centerpartiets partiledare Annie Lööf, skrev utrikesminister Ann Linde på Twitter: ”Fruktansvärt att det hat som Sverigedemokraterna och andra högerextrema krafter riktat mot Annie Lööf lett till detta.” Sverigedemokraternas partiledare Jimmie Åkesson kallade Lindes uttalande ”lågt, osmakligt och ovärdigt” och Moderaternas partiledare Ulf Kristersson beskrev hennes meddelande som ”sorgligt”. Almedalsdådet och ett allmänt hatiskt samhällsklimat var bidragande orsaker till att Annie Lööf den 15 september meddelade att hon skulle avgå som partiledare.

## Theodor Engström

### Bakgrund
Gärningsmannen Theodor Engström var bosatt i Ljungbyholm utanför  Kalmar, var 32 år gammal vid tiden för dådet och tidigare ostraffad. Han har ett nazistiskt förflutet; han har deltagit i demonstrationer med Nordiska motståndsrörelsen samt skrivit artiklar på dess nättidning Nordfront. Enligt åklagaren ska dock högerextremism inte ha varit ett motiv till dådet. Engström har visat intresse för den norska massmördaren Anders Behring Breivik och skrivit hur han vill göra något liknande i Sverige. Han är diagnostiserad med Aspergers syndrom och tog fram till 2018 antidepressiva läkemedel. Därefter ska han ha börjat experimentera med flera olika sorters narkotika. När Engström undersöktes av Rättsmedicinalverket slog de fast att han var allvarligt psykiskt sjuk vid mordet och därför saknade förmåga att inse följderna av sitt handlande. De ansåg också att det fanns en hög risk för återfall i allvarlig brottslighet. Med anledning av detta förespråkade myndigheten rättspsykiatrisk vård som påföljd för Engström.

### Mål

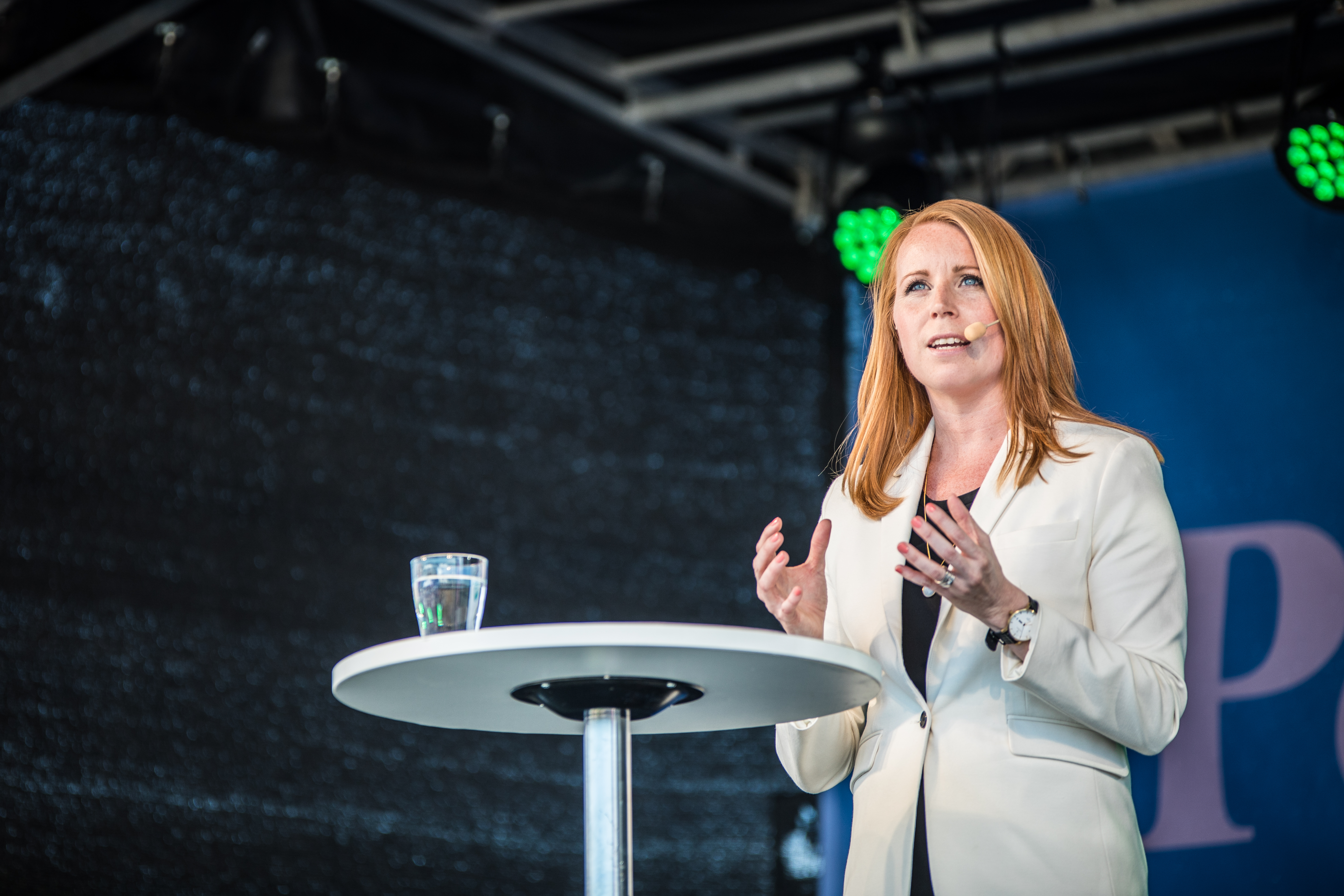
Centerledaren Annie Lööf var målsägande i rättegången.

På Engströms dator fann utredarna en sammanställning av potentiella offer, i vilken bland annat flera kända politiker och journalister förekom. Han berättar i polisförhör att han hade ett hundratal tänkta måltavlor. Bland dessa fanns nationella psykiatrisamordnaren hos Sveriges Kommuner och Regioner Ing-Marie Wieselgren, Centerpartiets partiledare Annie Lööf, samt SVT:s vd Hanna Stjärne. Engström bestämde sig till slut för Wieselgren, som han såg som en ”tjänare för psykopaterna som styr samhället”, men dådet var även riktat mot hela samhället. Om han misslyckats med att mörda Wieselgren hade han tänkt försöka mörda Lööf i stället. Lööf var inbokad för att hålla en presskonferens cirka 20 meter från mordplatsen bara några minuter efter att mordet ägde rum.

### Förberedelser till dådet
Den 23 juni, knappt två veckor före mordet, köpte Theodor Engström en enkelbiljett till Visby från Oskarshamn. Han kom fram till Gotland en vecka senare och bodde dagarna före dådet i ett tält han satt upp i ett skogsområde norr om ringmuren. Med sig hade han en pilbåge med pilar, två svärd, och två knivar. I tältet och hans ryggsäck beslagtogs även cannabis och LSD. Dagarna före mordet hade Engström hållit sig borta från Almedalen för att undvika uppmärksamhet från polisen. Genom vandringar i Visby och på närliggande restauranger och affärer kände han sig övervakad och uttittad. Väl i Visby var han enligt egen uppgift alltid beväpnad med kniv och svärd ifall han skulle stöta på en legitim måltavla. Engström har uttryckt att han var ”tillfreds med att dö på ön”.

## Rättegång
Theodor Engström häktades misstänkt för mord samma dag som dådet. Den 11 juli klassificerades brottet som ett misstänkt terroristbrott, vilket innebar att Säkerhetspolisen tog över utredningen under ledning av åklagare på Riksenheten för säkerhetsmål. Den 20 juli häktades Engström åter, denna gång misstänkt på sannolika skäl för terroristbrott genom mord och för förberedelse till terroristbrott genom förberedelse till mord. Anledningen till att dådet rubricerades som terroristbrott var enligt åklagaren Henrik Olin för att det riktade sig mot den svenska staten och det demokratiska samhället. Den 16 augusti erkände Engström sig skyldig till terroristbrott och förberedelse till terroristbrott.

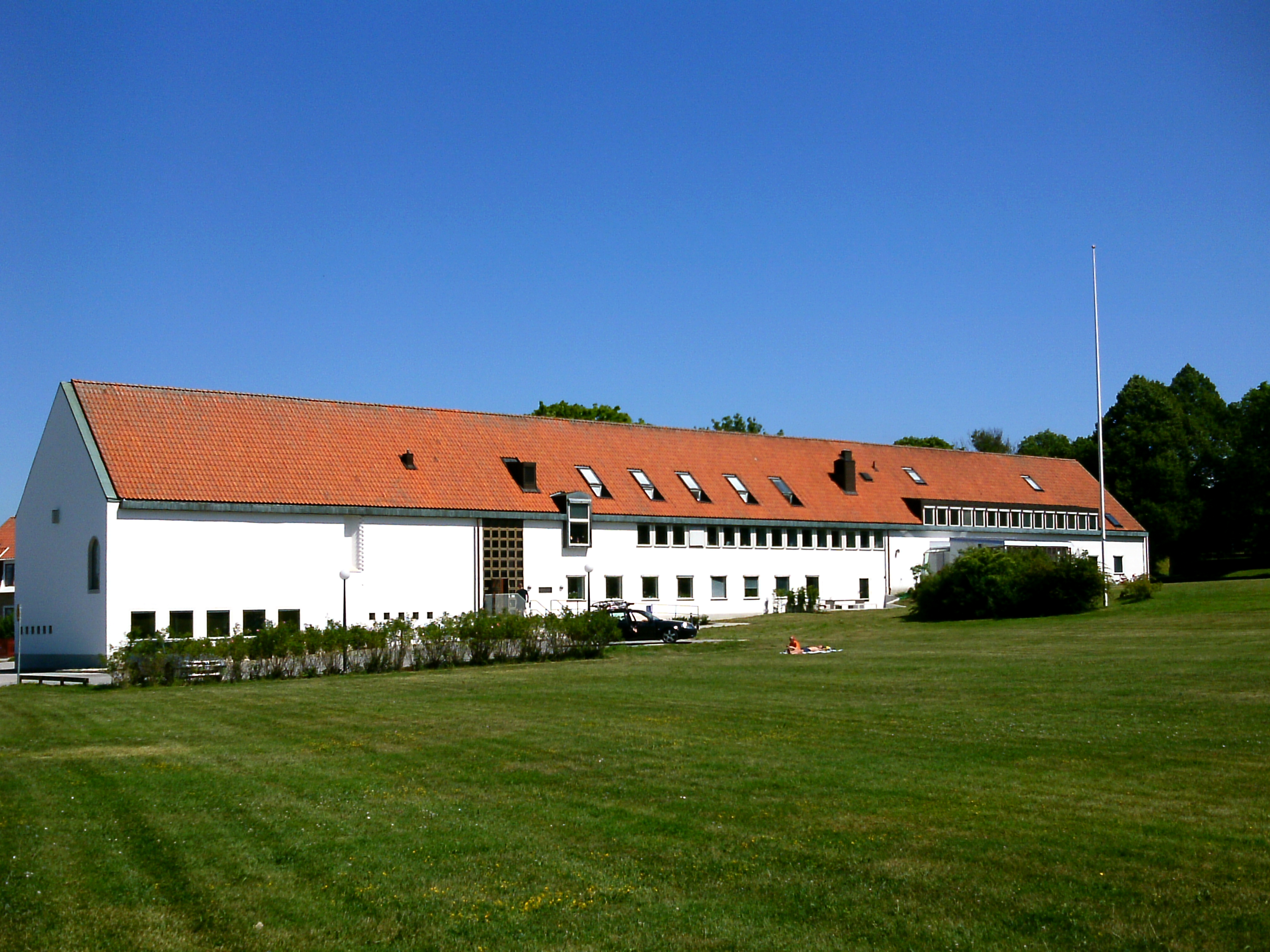
Gotlands tingsrätt.

Åklagaren väckte åtal mot Engström vid Gotlands tingsrätt den 1 november 2022. Åtalet avsåg terroristbrott genom mord, för attacken på Ing-Marie Wieselgren, samt förberedelse till terroristbrott genom mord, med anledning av den planerade attacken mot Annie Lööf. Anledningen till att enbart Lööf, och inga andra av de potentiella offren, är målsägande i fallet gällande förberedelse till terroristbrott är dels för att hon omnämns mest i bevismaterialet. Men även det faktum att Engström planerat attacken och rekognoserat de platser där hon skulle framträda. Vidare i åtalet står det att dådet har ”allvarligt kunnat skada Sverige” och att han hade för avsikt att ”injaga allvarlig fruktan” hos Sveriges befolkning.
Huvudförhandling i tingsrätten skedde under fem dagar mellan 8 och 15 november 2022 under lagmannen Per Sundbergs ordförandeskap. 16 personer blev kallade att vittna i rättegången. Tingsrätten hade vid förhandlingen höjd säkerhet. De delar som rör Engströms psykiska hälsa samt detaljer kring hur Wieselgren avled skedde utan åhörare och media i respekt för de inblandade. Efter sin slutplädering yrkade åklagaren på livstids fängelse för Theodor Engström. Engströms försvarsadvokat Staffan Fredriksson menade å andra sidan att han skulle få rättspsykiatrisk vård.

### Dom
Den 6 december 2022 meddelade tingsrätten sin dom. Theodor Engström förklarades skyldig till mord, förberedelse till terroristbrott samt narkotikabrott och skulle förbli häktad tills domen kunde träda i kraft. Påföljden blev rättspsykiatrisk vård med särskild utskrivningsprövning. Han skulle även betala 700 000 kronor i skadestånd till Wieselgrens familj. De nekade dock Lööfs ansökan om skadestånd för kränkning. Tingsrätten höll inte med åklagaren att gärningen mot Ing-Marie Wieselgren skadade Sverige på det sätt som krävs för att det ska klassificeras som terroristbrott. Däremot menar de att en attack på Annie Lööf skulle ha gjort det, därav förberedelse till terroristbrott. Engström dömdes även för innehav av den narkotika som han tagit med sig till Gotland samt den som beslagtagits i hans lägenhet. En nämndeman var skiljaktig och ville döma Engström för terroristbrott istället för mord samt godkänna Lööfs skadeståndsansökan.
Efter beslutet hade de båda parterna tre veckor på sig att överklaga domen. Engströms försvarsadvokat Staffan Fredriksson sa redan före domen att de skulle överklaga, men backade sedan från det. Däremot valde han att överklaga delen gällande sitt arvode som Fredriksson ansåg vara för lågt. Den 23 december meddelade även kammaråklagaren Henrik Olin—som ursprungligen var kritisk mot domen—att han inte tänker överklaga domen. Domen vann laga kraft den 27 december 2022.